# Borja González Hoyos
Borja González Hoyos   (Badajoz, 1982) és un autor de còmic i il·lustrador espanyol.
El 2023 fou guardonat amb el Premi Nacional del Còmic per l'àlbum Nuit couleur larme (Dargaud, 2021).

## Biografia
Nascut i criat a Badajoz, va tenir una formació autodidacta. Va començar a publicar en diversos fanzines i posteriorment ha treballat com a il·lustrador professional. El seu debut va arribar amb La boca del lobo (2012), en la qual es recrea una trobada fictícia entre els pintors extremenys Antonio Juez i Carolina Coronat. El 2014 va fundar el segell editorial El verano del cohete juntament amb Mayte Alvarado i Ruí Díaz, en el qual es donaven cabuda tant a obres pròpies com a altres autors emergents.
El 2016 va llançar La reina Orquídea, una obra sobre creativitat en la qual comença a desenvolupar l'estil propi que ha marcat la seva trajectòria. Per aquest còmic va aconseguir un contracte editorial per a publicar The Black Holes (Reservoir Books, 2018), primera part de la trilogia de «Les tres nits»: una rondalla que creua dues històries d'èpoques diferents sobre realització personal. Aquesta obra va suposar la seva confirmació en la historieta espanyola i va tenir repercussió internacional, la qual cosa li ha portat a treballar des de 2020 per al mercat francobelga.
El 2021 va publicar l'àlbum, Nuit couleur larme, editat per Dargaud en el mercat francobelga i posteriorment per Reservoir Books en la seva edició en espanyol. L'obra explora assumptes com l'oblit, la incertesa i l'amistat entre les tres protagonistes, des d'un punt de vista líric i surrealista. Gràcies a aquest treball, Borja González va ser guardonat amb el Premi Nacional del Còmic de 2023, atorgat pel Ministeri de Cultura d'Espanya. Aquest mateix any va tancar la trilogia amb la publicació de Bleu à la lumière du jour.

## Estil
L'obra de González es caracteritza per un estil propi que va començar a desenvolupar en l'obra La reina Orquídia. La majoria dels personatges que apareixen en les seves obres són dones, i a partir de The Black Holes comparteix una protagonista, Teresa, el caràcter de la qual evoluciona amb cada títol. Les situacions que viuen aquests personatges estan basades en les sensacions i percepcions del mateix autor, qui a més deixa fils oberts perquè el lector s'impliqui en cada història.
Des de La reina Orquídia els personatges de les seves obres no tenen rostre i segueixen un estil sintètic, per la qual cosa González presta especial atenció a l'expressió corporal, al dinamisme de les poses i a l'atmosfera que els envolta. Un altre element important és l'ús del color, amb una paleta limitada que està justificada segons l'argument de cada novel·la. En The Black Holes el color serveix per a marcar èpoques i en Nuit couleur larme distingeix tant els escenaris com estats d'ànim: gammes de blaves en els exteriors per a crear un aspecte homogeni, i major varietat en els interiors per a reflectir sentiments i detalls reservats a la intimitat.

## Obra
- La boca del lobo (Editora Regional d'Extremadura, 2012), Borja González i Alejo Bueno.
- Apocalípis según San Juan (Editors de Còmics, 2012), obra col·lectiva.
- Fantasmas (El verano del cohete, 2014), obra col·lectiva.
- La reina Orquídia (L'estiu del coet, 2016)
- Trologia de "Les tres nits":
  - The Black Holes (Reservoir Books, 2018)
  - Nuit couleur larme (Dargaud, 2021), també editat a Espanya per Reservoir Books
  - Bleu à la lumière du jour (Dargaud, 2023), també editat a Espanya per Reservoir Books
- The Unseen Records (webcómic, 2021)[8]